# Jim Bellamy
James Francis „Jim” Bellamy (ur. 11 września 1881, zm. 1969) – piłkarz występujący na pozycji pomocnika. Grał w wielu klubach The Football League, m.in. Woolwich Arsenal, Burnley i Fulham.